# Каменка (Богучанский район)
Каменка — деревня в Богучанском районе Красноярского края России. Входит в межселенную территорию Богучанского района.

## История
Основана в 1673 году. По данным 1926 года в деревне имелось 167 хозяйств и проживало 917 человек (в основном — русские). Функционировала школа I ступени. В административном отношении деревня являлась центром Каменского сельсовета Богучанского района Канского округа Сибирского края.

## География
Деревня находится в северо-восточной части края, на правом берегу реки Ангары, вблизи впадения в неё реки Каменки, на расстоянии приблизительно 89 километров (по прямой) к западу-северо-западу (WNW) от села Богучаны, административного центра района. Абсолютная высота — 132 метра над уровнем моря.

## Население
| 2010 |
| ---- |
| 55   |

Гендерный состав
По данным Всероссийской переписи населения 2010 года в гендерной структуре населения мужчины составляли 54,5 %, женщины — соответственно 45,5 %.
Национальный состав
Согласно результатам переписи 2002 года, в национальной структуре населения русские составляли 96 % из 104 чел.

## Инфраструктура
В деревне функционирует сельский клуб.

## Улицы
Уличная сеть деревни состоит из трёх улиц и одного переулка.